# Gommapane

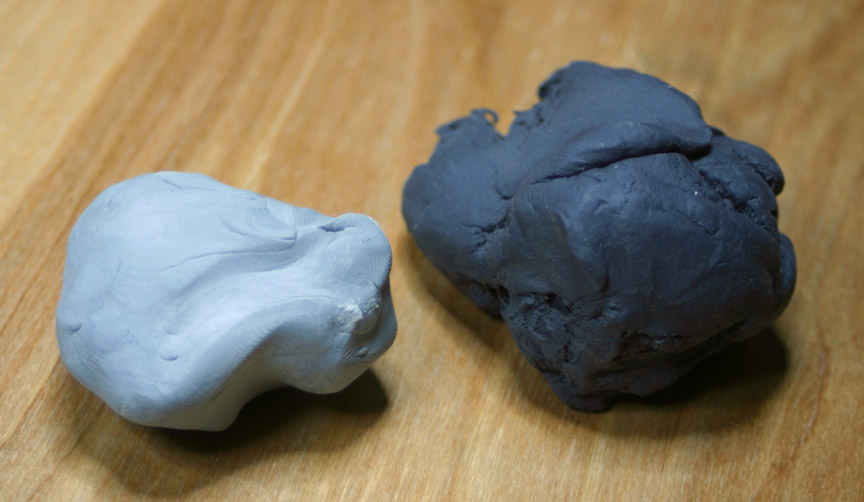
Due gomme pane. Quella a sinistra è nuova, mentre quella sulla destra, più scura a causa della grafite e del carboncino assorbiti, è usata.

La gomma pane è un tipo di gomma per cancellare di consistenza morbida. 
Dal punto di vista chimico la gomma pane sintetica è costituita da isobutene (o isobutilene), oli di origine vegetale (colza) vulcanizzati, biossido di titanio, pomice. La gomma pane di provenienza naturale è a base di caucciù.
Generalmente di colore grigio o bianco (sebbene si trovi anche in altri colori, dal verde al blu al rosa intenso), è formata da un materiale plasmabile simile allo stucco o a una gomma da masticare. Funziona "adsorbendo" e "sollevando" le particelle di grafite e carboncino. Non si consuma né perde pezzi come le altre gomme per cancellare, motivo per cui dura di più di queste ultime. Le gomme pane si possono modellare manualmente per ottenere cancellature di precisione, chiaroscuri o lavori di dettaglio. Sono comunemente usate per rimuovere leggeri segni di carboncino o di grafite nelle tecniche di disegno sottrattivo. Tuttavia sono inadatte a cancellare completamente grandi aree e possono macchiare o appiccicarsi se troppo calde. Per quanto non si consumino come altre gomme, possono divenire inservibili e non in grado di assorbire altra grafite o altro carboncino. In tal caso una gomma pane creerà segni invece di cancellarli.
Le gomme pane sono anche utili per creare sculture improvvisate da usare come abbozzi. Quando sono nuove, le gomme pane possono essere modellate e compresse con facilità, cambiando le loro consistenza e forma.